# آرین روبن
آرین روبن (به هلندی: Arjen Robben) زاده ۲۳ ژانویه ۱۹۸۴ بازیکن فوتبال بازنشسته اهل هلند است.
او در تورنمنت‌هایی همچون یورو ۲۰۰۴، جام جهانی فوتبال ۲۰۰۶، یورو ۲۰۰۸ و جام جهانی فوتبال ۲۰۱۰، یورو ۲۰۱۲ و جام جهانی فوتبال ۲۰۱۴ حضور داشت. روبن فوتبال خود را از سنین کودکی آغاز کرد و توانایی‌های وی در کنترل توپ و تکنیک بالا، او را به یک بازیکن ارزشمند تبدیل کرد، و همین زمینه‌ای بود تا روبن مورد توجه بسیاری از تیم‌های باشگاهی قرار بگیرد.
او سابقه بازی در خرونینگن هلند، چلسی، پی اس وی، رئال مادرید و بایرن مونیخ را دارد و بهترین روزهای خود را در بایرن مونیخ و در کنار فرانک ریبری گذراند. زوجی که در لباس بایرن مونیخ بارها و در رقابت‌های مختلف به قهرمانی رسیدند.
از وی به عنوان یکی از تکنیکی‌ترین وبهترین وینگرهای فوتبال هلند و اروپا یاد می‌شود که با درخشش خود در تیم بایرن مونیخ و تیم ملی هلند توانست محبوبیت چشمگیری در بین علاقه مندان فوتبال بدست آورد.

## حرفه باشگاهی

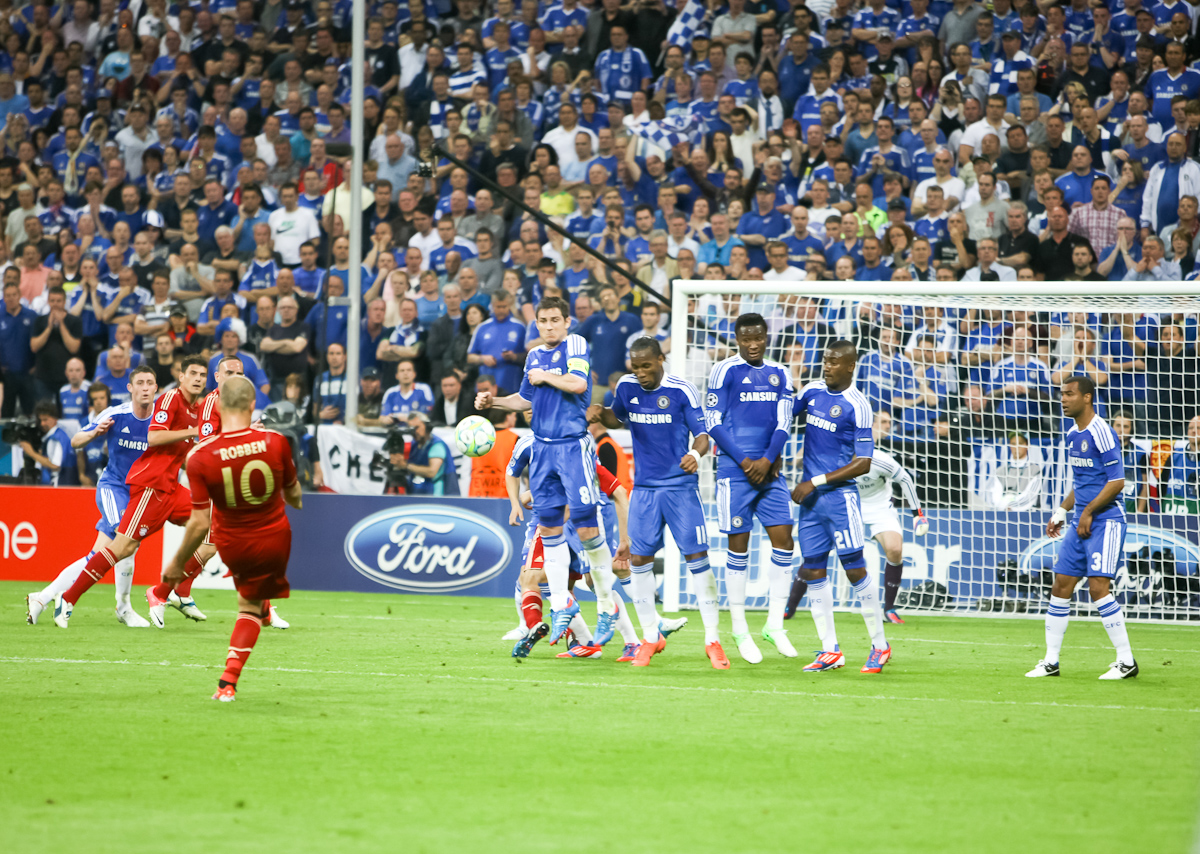
آرین روبن پشت ضربه ایستگاهی در فینال لیگ قهرمانان اروپا ۲۰۱۲ مقابل چلسی

### خرونینگن
آرین روبن با به ثمر رساندن ۳ گل در فصل ۱۹۹۹–۲۰۰۰ در باشگاه خرونینگن و بازی‌های چشمگیر توانست به تیم اول این باشگاه راه پیدا کند، و در فصل ۲۰۰۰–۲۰۰۱، عنوان بازیکن سال لیگ هلند را بدست آورد.
آرین روبن در ۵۰ بازی ۸ گل برای باشگاه خرونینگن هلند به ثمر رساند و با تبدیل شدن به یک ستاره در این باشگاه برای فصل ۲۰۰۲–۲۰۰۳ با قراردادی به ارزش ۳٫۹ میلیون یورو راهی باشگاه فوتبال پی اس وی آیندهوون شد.

### پی‌اس‌وی آیندهوون
آرین روبن در فصل ۲۰۰۲–۲۰۰۳ در ۳۳ بازی ۱۲ گل به ثمر رساند و به همراه هم تیمی خود، ماتیا کژمان به عنوان بازیکن سال لیگ هلند انتخاب شد. این انتخاب باعث شد تا هواداران آیندهوون به این دو بازیکن لقب بتمن و رابین راه بدهند. (لقب کژمان بتمن بوده و تلفظ روبن هم مانند رابین می‌باشد). همچنین روبن در این فصل هفدهمین جایزه بازیکن با استعداد هلند را بدست آورد. با شروع خوب آرین روبن در باشگاه آیندهوون، توجه سران بسیاری از باشگاه‌های بزرگ را به خود جلب کرد. اولین باشگاهی که به وی پیشنهاد داد منچستر یونایتد انگلیس بود. سر الکس فرگوسن این بازیکن را به انگلیس برد تا با ارائه پیشنهادی به مبلغ ۷ میلیون یورو این بازیکن ریز نقش را به خدمات بگیرد، ولی رئیس باشگاه آیندهوون این مبلغ را بسیار پایین دانست و این پیشنهاد را رد کرد و همین امر باعث شد تا رومن آبراموویچ مالک باشگاه چلسی با ارائه پیشنهاد مبلغ ۱۸ میلیون یورو (۱۲ میلیون پوند) به باشگاه پی اس وی آیندهوون این بازیکن را در سال ۲۰۰۴ به لندن بیاورد. روبن که چند ماهی از قرار داد خود در آیندهوون باقی مانده بود در لیگ هلند بسیار ناامیدکننده ظاهر شد و از ناحیه همسترینگ دچار مصدومیت شد و ادامه مسابقات را از دست داد. روبن در باشگاه فوتبال آیندهوون بعد از گذشت ۲ سال در ۵۶ بازی ۱۷ گل به ثمر رساند.
روبن در آیندهوون درگیری‌هایی هم داشت. او پس از ابتلا به سرطان و پشت سر گذاشتن آن با موفقیت، درگیری‌های شدیدی با گاس هیدینک داشت. هیدینک که رفتارهای بچه گانهٔ او در هنگام بازی، تمارض‌ها و درخواست‌هایش از داور به ستوه آمده بود، این موضوع را با مدیران باشگاه در میان گذاشت.

### چلسی
آرین روبن با پیوستن به باشگاه چلسی در نوامبر ۲۰۰۴ در یک بازی دوستانه پیش فصل مقابل آ اس رم ایتالیا مصدوم شد و هفته‌های ابتدایی لیگ برتر انگلیس را از دست داد. آرین روبن در این مصدومیت استخوان متاتارس پای راستش شکست و همین امر این بازیکن را به یک چالش بزرگ کشید. این مصدومیت به ناحیه بیضه‌ها آسیب وارد کرده بود و پزشکان باشگاه چلسی به سرعت تست سرطان بیضه را از آرین روبن گرفتند تا وضعیت این بازیکن مشخص شود و پس از نتایج این تست‌ها و منفی بودن جواب‌ها پای راست روبن مورد مداوا قرار گرفت تا برای ادامه بازی‌های چلسی در لیگ جزیره مشکلی نداشته باشد.
روبن پس از مصدومیت چند روز به ترکیب چلسی بازگشت و در همان ماه نوامبر سال ۲۰۰۴ به عنوان بازیکن ماه لیگ برتر انگلیس انتخاب شد تا ثابت کند بازیکن بزرگی است و برای چلسی بسیار مهم است. روبن فصل ۲۰۰۴–۲۰۰۵ را با به ثمر رساندن ۷ گل به پایان رساند و خود را به عنوان یکی از نامزدهای دریافت جایزه بهترین بازیکن جوان لیگ برتر انگلیس معرفی کرد، اما وین رونی مهاجم منچستر یونایتد این افتخار را کسب کرد.
آرین روبن در فصل ۲۰۰۵–۲۰۰۶ در بازی مقابل بلکبرن بار دیگر دچار مصدومیت شد و بازی‌های چلسی در لیگ قهرمانان اروپا را از دست داد. روبن با بهبود یافت مصدومیتش برای قهرمانی چلسی در لیگ برتر نقش به سزایی را ایفا کرد و در ۲۶ بازی ۶ گل به ثمر رساند.
پپه رینا دروازه‌بان لیورپول در بازی مقابل چلسی در ورزشگاه استمفورد بریج در دقایق پایانی در یک درگیری با آرین روبن پس از کلمات تحریک‌کننده با دست خود را به طرف صورت آرین روبن برد و روبن با حرکات نمایش روی چمن افتاد و داور را فریب داد و موجب اخراج رینا از زمین شد. رینا در پایان بازی خطاب به آرین روبن گفت: روبن باید به خاطر این حرکتش که داور را فریب داد جایزه اسکار دریافت کند.
همچنین رافائل بنیتز سرمربی پیشین لیورپول در مصاحبه‌ای به شوخی اعلام کرد: می‌خواهم به بیمارستان برم و از وضعیت وخیم آرین روین مطلع شوم.
روین با پشت سر گذاشتن فصلی درخشان در سال ۲۰۰۷ مورد توجه سرمربی سابق رئال مادرید برند شوستر قرار گرفت. شوستر که در سال ۲۰۰۷ هدایت رئال مادرید را به عهده گرفته بود خواستار به خدمت گرفتن میشائیل بالاک و آرین روین از چلسی شد. رامون کالدرون رئیس سابق باشگاه رئال مادرید با این دو بازیکن وارد مذاکرات شد تا بتواند دو مهره ارزشمند را به مادرید بیاورد. پس از مذاکرات سران باشگاه رئال مادرید با این دو بازیکن با آرین روبن به توافق رسیدند و شرایط را برای حضور روبن در سنتیاگو برنابئو فراهم کردند.
روبن در پیامی به هواداران رئال مادرید به خبرنگار روزنامه آ اس اسپانیا گفت: نمی‌دانم این انتقال چه زمانی رخ می‌دهد ولی این را می‌دانم که بازی در رئال مادرید برای من یک آرزو بوده و امیدوارم این انتقال هر چه زود تر انجام بگیرد.
رئال مادرید در اوت سال ۲۰۰۷ میلادی با قراردادی به مبلغ ۳۵ میلیون یورو آرین روبن هلندی را رسماً به خدمت گرفت. آرین روبن در مصاحبه‌ای با وب سایت باشگاه چلسی بیان کرد: برای من ترک لندن بسیار دشوار است زیرا من ۳ سال در اینجا به افتخارات بزرگی دست پیدا کردم و با هواداران و بازیکنان رابطه خوبی دارم و برای چلسی و بازیکنانش آروزی موفقیت می‌کنم.

### رئال مادرید
آرین روبن در ۲۲ اوت ۲۰۰۷ میلادی با عقد قراردادی ۵ ساله به مبلغ ۳۵ میلیون یورو (۲۴ میلیون پوند) به رئال مادرید پیوست. آرین روبن اولین بازی خود را برای رئال مادرید در تاریخ ۱۸ سپتامبر در چارچوب رقابتهای لیگ قهرمانان اروپا مقابل وردربرمن انجام داد، روبن در این دیدار در ابتدا از روی نیمکت بازی را دنبال می‌کرد و در نیمه دوم به عنوان بازیکن تعویضی به جای رائول به بازی آمد. همچنین روبن اولین گل خود را در ۱۰ فوریه ۲۰۰۸ در بازی مقابل وایادولید به ثمر رساند، رئال مادرید در این بازی با پیروزی ۷–۰ وایادولید را شکست داد.
روبن به سرعت در ترکیب رئال جا گرفت و در پست بال راست به خدمت گرفته شد و با سرعت خیره‌کننده خود تبدیل به یک مهره کلیدی برای رئال تبدیل شد. آرین روبن در بازی الکلاسیکو سال ۲۰۰۸ در جایی که رئال مادرید موفق به پیروزی ۴ بر ۱ در ورزشگاه سنتیاگو برنابئو مقابل بارسلونا شد نقش مهی را ایفا کرد و گل دوم تیمش را به ثمر رساند.
آرین روین در فصل ۲۰۰۸–۲۰۰۹ با انجام ۳۵ بازی ۸ گل برای رئال مادرید به ثمر رساند. با برکناری رامون کالدرون از ریاست باشگاه رئال مادرید و به کار آمد فلورنتینو پرز، و پیشنهادهایی برای جذب کاکا و کریستیانو رونالدو توسط پرز، آرین روبن با پیشنهادهایی از باشگاه‌های بزرگی روبرو شد در این میان باشگاه بایرن مونایخ با ارائه مبلغ ۲۵ میلیون یورو خواهان به خدمت گرفت آرین روبن شد، و پس از انجام مذاکرات با این بازیکن روبن راهی مونیخ شد.
روبن در مصاحبه‌ای ادعا کرد: من مجبور به ترک رئال شدم، می‌خواستم در اینجا بمانم ولی باشگاه قصد فروش مرا داشت.

### بایرن مونیخ
آرین روبن در ۲۸ اوت ۲۰۰۹ میلادی با مبلغ ۲۵ میلیون یورو به باشگاه بایرن مونیخ پیوست و شماره ۱۰ روی ماکای هم وطن خودش را بر تن کرد. روبن اولین بازی خودش در این باشگاه به عنوان بازیکن جایگزین در مقابل وولفسبورگ انجام داد و با ورودش در نیمه دوم بازی، دو گل برای تیمش به ثمر رساند.
آرین روبن در ۷ آوریل ۲۰۱۰ میلادی در پیروزی بایرن مونیخ در لیگ قهرمانان اروپا مقابل منچستر یونایتد نقش مهمی را ایفا کرد و با به ثمر رساندن گل زیبا در ورزشگاه اولدترافورد موجب حذف منچستر یونایتد از این جام شد.
روبن در ۱۷ آوریل به اولیل هت‌تریک خود در ورزشگاه آلیانز آرنا برابر هانوفر در رقابتهای بوندسلیگا آلمان رسید، و ۸ می۲۰۱۰ با به ثمر رساند دو گل برای تیمش مقابل هرتابرلین موجب قهرمانی بایرن مونیخ در بوندسلیگا آلمان شد و در پایان فصلی درخشان به عنوان بهترین گلزن بایرن مونیخ شناخته شد.
یک هفته بعد بایرن مونیخ در فینال جام حذفی آلمان مقابل وردربرمن به میدان رفت و با نتیجه ۴ بر صفر این تیم را شکست داد و قهرمان جام حذفی شد، آرین روبن در این بازی از روی نقطه پنالتی اولین گل بایرن را به ثمر رساند. روبن در سال ۲۰۱۰ با کسب ۷۲٫۱٪ آرا به عنوان مرد سال فوتبال آلمان معرفی شد و نام خود را به عنوان اولین بازیکن هلندی که این جایزه را در آلمان بدست آورده ثبت کرد. آرین روبن در تمرینات تیم ملی هلند از ناحیه همسترینگ دچار مصدومیت شد و به مدت ۲ ماه از میادین دور ماند، این مصدومیت عصبانیت مسئولان باشگاه بایرن مونیخ را به همراه داشت و رئیس باشگاه بایرن مونیخ کارل هاینز رومنیگه از اتحادیه فوتبال هلند شکایت کرد و خواستار گرفتن خسارت شد.
روبن در سال ۲۰۱۰ به همراه هم وطن خود وسلی اسنایدر نامزد دریافت جایزه بهترین بازیکن اروپا شد، اما نتوانست این جایزه را بدست بیاورد. آرین همچنین در این سال یکی از نامزدهای دریافت توپ طلای جهان، نامزد دریافت جایزه پوشکاش توسط فیفا، نامزد جایزه بهترین گل سال و … شد. آرین روبن تمام این افتخارات را مدیون بازی فوق‌العاده خود ترکیب بایرن مونیخ است.
آرین روبن در ۳ مه سال ۲۰۱۲ میلادی قرارداد خود را تا سال ۲۰۱۵ با باشگاه بایرن مونیخ تمدید کرد.
یکی از روزهای تلخ آرین روبن در دوران فوتبالیش به فینال لیگ قهرمانان اروپا بر می‌گردد، جایی که بایرن مونیخ در فصل ۲۰۱۱–۲۰۱۲ مقابل چلسی انگلیس قرار گرفت. بازی این دو تیم در پایان ۹۰ دقیقه تلاش با نتیجه ۱–۱ به تساوی رسید و کار به وقت‌های اضافه کشیده شد. در دقیقه ۹۵ بازی بایرن مونیخ صاحب یک ضربه پنالتی در جریان بازی شد و آرین روبن این پنالتی را از دست داد تا اینکه بایرن نتواند در وقت‌های اضافه بازی پیروز شود و کار به ضربات پنالتی کشیده شد، تا بایرن مونیخ با نتیجه ۴–۳ در ضربات پنالتی مغلوب چلسی شود و قهرمانی را از دست بدهد.
آرین روبن فردای این بازی اعلام کرد که تا صبح در هتل محل اقامت باشگاه بایرن نتوانسته پلک بر روی هم بگذارد.
روبن به دلیل از دست دادن این پنالتی و موقعیت‌های بسیار دیگر محبوبیت خود را در میان هواداران بایرن مونیخ از دست داد و در مواقعی که روبن پا به توپ می‌شد از سوی تماشاگران ورزشگاه آلیانز آرنا هو می‌شد.
در فصل ۲۰۱۲–۲۰۱۳ بایرن مونیخ بار دیگر به فینال لیگ قهرمانان اروپا با درخشش آرین روبن حاضر شد و این با در مقابل بورسیا دورتموند آلمان به پیروزی ۲–۱ رسید و پنجمین قهرمانی خود را جشن گرفت. در نیمه اول بازی آرین روبن با از دست دادن چندین موقعیت گل شرایطی روحیی خود را از دست داد و از سوی تماشاگران تحت فشار قرار گرفت، اما در دقیقه ۸۹ بازی آرین روبن با حرکتی زیبا دفاع بورسیا دورتموند را جا گذاشت و با وایدنفلر تک به تک شد و توپ را به آرامی وارد دروازه دورتموند کرد تا کابوس ناکامی در فینال لیگ قهرمانان اروپا را از بین ببرد. روبن با این گل بار دیگر محبوبیت خود را میان هواداران کسب کرد.
در ۲ دسامبر ۲۰۱۸، روبن در مصاحبه ای گفت: "می‌توانم بگویم که امسال آخرین سال من [در بایرن] است و اینطوری خوبه؛ فکر می‌کنم پس از ده سال لحظه مناسبی است. باشگاه پیش می‌رود و منم ممکن است ادامه دهم. این پایان یک دوره بسیار خوب و طولانی است.»
در ۱۸ مه ۲۰۱۹، او آخرین گل خود را برای بایرن در بوندسلیگا به ثمر رساند که در پایان، تیم با نتیجه ۵–۱ مقابل آینتراخت فرانکفورت پیروز شد و روبن در خداحافظی باشکوهی هشتمین قهرمانی اش را با پیراهن بایرن در بوندسلیگا جشن گرفت. همچنین در ۲۵ مه، روبن به پنجمین قهرمانی اش در جام‌حذفی آلمان با پیروزی ۳–۰ بایرن در مقابل لایپزیگ، دست پیدا کرد. او در این فصل در ۱۹ بازی ۶ گل و در مجموع در ۲۰۱ بازی بوندسلیگا ۹۹ گل به ثمر رساند.
در ۴ ژوئیه ۲۰۱۹، روبن تصمیم خود را برای بازنشستگی از فوتبال اعلام کرد.

### بازشگت به خرونینگن
او پس از تقریباً یک سال از اعلام بازنشستگی خود با قراردادی یک ساله به باشگاه سابقش خرونینگن بازگشت. شایعاتی مبنی بر پیوستن او به النصر امارات به گوش می‌رسید ولی در نهایت او پیوستن به باشگاه سابقش را ترجیح داد. او در اولین بازی اش برای خرونینگن مصدوم شد و حدود دو ماه دور از میادین بود. وی در سال ۲۰۲۱ بعد از یک سال حضور در باشگاه خرونینگن برای همیشه از فوتبال خداحافظی کرد.

## افتخارات

### آیندهوون
قهرمان اردیویسه: ۲۰۰۳
قهرمان سوپرکاپ هلند: ۲۰۰۳، ۲۰۰۴

### چلسی
قهرمان لیگ برتر انگلیس: ۲۰۰۵، ۲۰۰۶
قهرمان جام حذفی انگلیس: ۲۰۰۷
قهرمان جام اتحادیه انگلیس: ۲۰۰۵، ۲۰۰۷
قهرمان سوپرکاپ انگلیس: ۲۰۰۵، ۲۰۰۶

### رئال مادرید
قهرمان لالیگا: ۲۰۰۸
قهرمان سوپرکاپ اسپانیا: ۲۰۰۹

### بایرن مونیخ
قهرمان لیگ قهرمانان اروپا: ۲۰۱۳
قهرمان بوندسلیگا: ۲۰۱۰، ۲۰۱۳، ۲۰۱۴، ۲۰۱۵، ۲۰۱۶، ۲۰۱۷، ۲۰۱۸، ۲۰۱۹
قهرمان دی.اف.بی. پوکال: ۲۰۱۰، ۲۰۱۳، ۲۰۱۴، ۲۰۱۶، ۲۰۱۹
قهرمان سوپرکاپ آلمان: ۲۰۱۱، ۲۰۱۳، ۲۰۱۷، ۲۰۱۸، ۲۰۱۹
قهرمان سوپرکاپ یوفا: ۲۰۱۳
قهرمان جام باشگاه‌های جهان: ۲۰۱۳

### هلند
نایب قهرمانی جام جهانی ۲۰۱۰

سومی جام جهانی ۲۰۱۴

## خداحافظی از بازی‌های ملی
وی پس از ناکامی تیمش در راهیابی به جام جهانی ۲۰۱۸ روسیه، از بازی‌های ملی خداحافظی کرد. در این ۱۴ سال، او در ۹۶ دیداری که برای لاله‌های نارنجی انجام داد، ۳۷ گل زد و ۲۹ پاس گل داد؛ و پس از پایان بازی با سوئد، در گفتگوی کوتاهی با خبرنگاران گفت که اکنون زمان خوبی است تا فرصت به جوانان داده شود.

### گل‌های ملی
|    | تاریخ          | میزبان                                       | رقیب                | زده | پایانی | رقابت                         | منبع   |
| -- | -------------- | -------------------------------------------- | ------------------- | --- | ------ | ----------------------------- | ------ |
| ۱  | ۱۱ اکتبر ۲۰۰۳  | ورزشگاه فیلیپس، آیندهوون                     | مولدووا             | ۰-۵ | ۰–۵    | مقدماتی جام ملت‌های اروپا ۲۰۰۴ | [ ۱۴ ] |
| ۲  | ۱۸ فوریه ۲۰۰۴  | ورزشگاه یوهان کرایف آرنا، آمستردام           | ایالات متحده آمریکا | ۰-۱ | ۰–۱    | دوستانه                       | [ ۱۵ ] |
| ۳  | ۱۷ نوامبر ۲۰۰۴ | مینی استادی، بارسلونا                        | آندورا              | ۰-۲ | ۰–۳    | مقدماتی جام جهانی ۲۰۰۶        | [ ۱۶ ] |
| ۴  | ۴ ژوئن ۲۰۰۵    | ورزشگاه دکویپ، روتردام                       | رومانی              | ۰-۱ | ۰–۲    | مقدماتی جام جهانی ۲۰۰۶        | [ ۱۷ ] |
| ۵  | ۱۷ اوت ۲۰۰۵    | ورزشگاه دکویپ، روتردام                       | آلمان               | ۰-۱ | ۲–۲    | دوستانه                       | [ ۱۸ ] |
| ۶  | ۱۷ اوت ۲۰۰۵    | ورزشگاه دکویپ، روتردام                       | آلمان               | ۰-۲ | ۲–۲    | دوستانه                       | [ ۱۸ ] |
| ۷  | ۱۱ ژوئن ۲۰۰۶   | ورزشگاه ردبول آرنا، لایپزیگ                  | صربستان و مونته‌نگرو | ۰-۱ | ۰–۱    | جام جهانی ۲۰۰۶                | [ ۱۹ ] |
| ۸  | ۱۶ اوت ۲۰۰۶    | ورزشگاه لنزداون رود، دوبلین                  | جمهوری ایرلند       | ۰-۲ | ۰–۴    | دوستانه                       | [ ۲۰ ] |
| ۹  | ۱ ژوئن ۲۰۰۸    | ورزشگاه دکویپ، روتردام                       | ولز                 | ۰-۱ | ۰–۲    | دوستانه                       | [ ۲۱ ] |
| ۱۰ | ۱۳ ژوئن ۲۰۰۸   | ورزشگاه سوئیس، برن                           | فرانسه              | ۱-۳ | ۱–۴    | جام ملت‌های اروپا ۲۰۰۸         | [ ۲۲ ] |
| ۱۱ | ۱۰ ژوئن ۲۰۰۹   | ورزشگاه دکویپ، روتردام                       | نروژ                | ۰-۲ | ۰–۲    | مقدماتی جام جهانی ۲۰۱۰        | [ ۲۳ ] |
| ۱۲ | ۵ ژوئن ۲۰۱۰    | ورزشگاه یوهان کرایف آرنا، آمستردام           | مجارستان            | ۱-۳ | ۱–۶    | دوستانه                       | [ ۲۴ ] |
| ۱۳ | ۵ ژوئن ۲۰۱۰    | ورزشگاه یوهان کرایف آرنا، آمستردام           | مجارستان            | ۱-۶ | ۱–۶    | دوستانه                       | [ ۲۴ ] |
| ۱۴ | ۲۸ ژوئن ۲۰۱۰   | ورزشگاه موسی مابیدا، دوربان                  | اسلواکی             | ۰-۱ | ۱–۲    | جام جهانی ۲۰۱۰                | [ ۲۵ ] |
| ۱۵ | ۶ ژوئیه ۲۰۱۰   | ورزشگاه کیپ تاون، کیپ‌تاون                    | اروگوئه             | ۱-۳ | ۲–۳    | جام جهانی ۲۰۱۰                | [ ۲۶ ] |
| ۱۶ | ۲۹ فوریه ۲۰۱۲  | ورزشگاه ومبلی، لندن                          | انگلستان            | ۰-۱ | ۲–۳    | دوستانه                       | [ ۲۷ ] |
| ۱۷ | ۲۹ فوریه ۲۰۱۲  | ورزشگاه ومبلی، لندن                          | انگلستان            | ۲-۳ | ۲–۳    | دوستانه                       | [ ۲۷ ] |
| ۱۸ | ۷ ژوئن ۲۰۱۳    | ورزشگاه گلورا بونگ کارنو، جاکارتا            | اندونزی             | ۰-۳ | ۰–۳    | دوستانه                       | [ ۲۸ ] |
| ۱۹ | ۶ سپتامبر ۲۰۱۳ | ورزشگاه آ. له کوک آرنا، تالین                | استونی              | ۰-۱ | ۲–۲    | مقدماتی جام جهانی ۲۰۱۴        | [ ۲۹ ] |
| ۲۰ | ۱۱ اکتبر ۲۰۱۳  | ورزشگاه یوهان کرایف آرنا، آمستردام           | مجارستان            | ۱-۸ | ۱–۸    | مقدماتی جام جهانی ۲۰۱۴        | [ ۳۰ ] |
| ۲۱ | ۱۵ اکتبر ۲۰۱۳  | ورزشگاه شکری سراج‌اوغلو، استانبول             | ترکیه               | ۰-۱ | ۰–۲    | مقدماتی جام جهانی ۲۰۱۴        | [ ۳۱ ] |
| ۲۲ | ۱۶ نوامبر ۲۰۱۳ | ورزشگاه کریستال آرنا، خنک                    | ژاپن                | ۰-۲ | ۲–۲    | دوستانه                       | [ ۳۲ ] |
| ۲۳ | ۴ ژوئن ۲۰۱۳    | ورزشگاه یوهان کرایف آرنا، آمستردام           | ولز                 | ۰-۱ | ۰–۲    | دوستانه                       | [ ۳۳ ] |
| ۲۴ | ۱۳ ژوئن ۲۰۱۴   | ورزشگاه ایتایپاوا آرنا فونته نوآوا، سالوادور | اسپانیا             | ۱-۲ | ۱–۵    | جام جهانی ۲۰۱۴                | [ ۳۴ ] |
| ۲۵ | ۱۳ ژوئن ۲۰۱۴   | ورزشگاه ایتایپاوا آرنا فونته نوآوا، سالوادور | اسپانیا             | ۱-۵ | ۱–۵    | جام جهانی ۲۰۱۴                | [ ۳۴ ] |
| ۲۶ | ۱۸ ژوئن ۲۰۱۴   | ورزشگاه بیرا ریو، پورتو آلگری                | استرالیا            | ۰-۱ | ۲–۳    | جام جهانی ۲۰۱۴                | [ ۳۵ ] |
| ۲۷ | ۱۶ نوامبر ۲۰۱۴ | ورزشگاه یوهان کرایف آرنا، آمستردام           | لتونی               | ۰-۲ | ۰–۶    | مقدماتی جام ملت‌های اروپا ۲۰۱۶ | [ ۳۶ ] |
| ۲۸ | ۱۶ نوامبر ۲۰۱۴ | ورزشگاه یوهان کرایف آرنا، آمستردام           | لتونی               | ۰-۵ | ۰–۶    | مقدماتی جام ملت‌های اروپا ۲۰۱۶ | [ ۳۶ ] |
| ۲۹ | ۱۶ نوامبر ۲۰۱۵ | ورزشگاه کاردیف سیتی، کاردیف                  | ولز                 | ۱-۲ | ۲–۳    | دوستانه                       | [ ۳۷ ] |
| ۳۰ | ۱۶ نوامبر ۲۰۱۵ | ورزشگاه کاردیف سیتی، کاردیف                  | ولز                 | ۲-۳ | ۲–۳    | دوستانه                       | [ ۳۷ ] |
| ۳۱ | ۱۳ نوامبر ۲۰۱۵ | ورزشگاه جسی بارتل، لوکزامبورگ                | لوکزامبورگ          | ۰-۱ | ۱–۳    | مقدماتی جام جهانی ۲۰۱۸        | [ ۳۸ ] |
| ۳۲ | ۴ ژوئن ۲۰۱۷    | ورزشگاه دکویپ، روتردام                       | ساحل عاج            | ۰-۲ | ۰–۵    | دوستانه                       | [ ۳۹ ] |
| ۳۳ | ۹ ژوئن ۲۰۱۷    | ورزشگاه دکویپ، روتردام                       | لوکزامبورگ          | ۰-۱ | ۰–۵    | مقدماتی جام جهانی ۲۰۱۸        | [ ۴۰ ] |
| ۳۴ | ۳ سپتامبر ۲۰۱۷ | ورزشگاه یوهان کرایف آرنا، آمستردام           | بلغارستان           | ۰-۲ | ۱–۳    | مقدماتی جام جهانی ۲۰۱۸        | [ ۴۱ ] |
| ۳۵ | ۷ اکتبر ۲۰۱۷   | بوریسوف آرنا، باریساو                        | بلاروس              | ۱-۲ | ۱–۳    | مقدماتی جام جهانی ۲۰۱۸        | [ ۴۲ ] |
| ۳۶ | ۱۰ اکتبر ۲۰۱۷  | ورزشگاه یوهان کرایف آرنا، آمستردام           | سوئد                | ۰-۱ | ۰–۲    | مقدماتی جام جهانی ۲۰۱۸        | [ ۴۳ ] |
| ۳۷ | ۱۰ اکتبر ۲۰۱۷  | ورزشگاه یوهان کرایف آرنا، آمستردام           | سوئد                | ۰-۲ | ۰–۲    | مقدماتی جام جهانی ۲۰۱۸        | [ ۴۳ ] |

## زندگی شخصی
روبن در ۹ ژوئن ۲۰۰۷ با برنادین ایلیرت ازدواج کرد. این دو در دبیرستان با یکدیگر آشنا شده بودند. آن‌ها ۳ فرزند دارند. پسر اول آن‌ها لوکا در سال ۲۰۰۸، پسر کوچک آن‌ها کای در سال ۲۰۱۲ و دختر آن‌ها لین در سال ۲۰۱۰ به دنیا آمدند. مدیر برنامه‌های روبن پدر وی است.

## نگارخانه

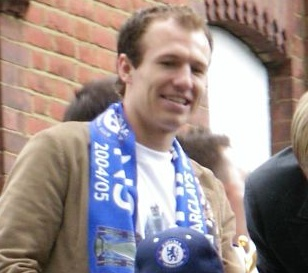
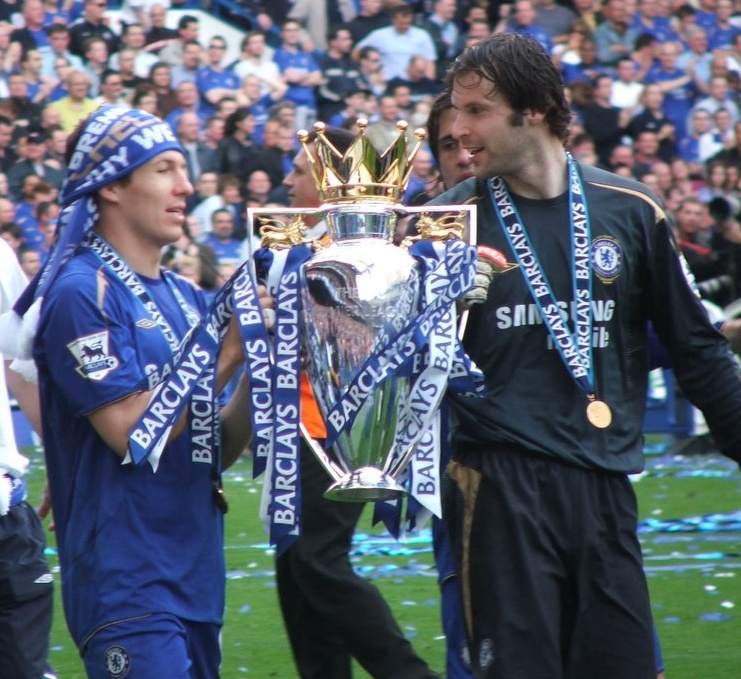
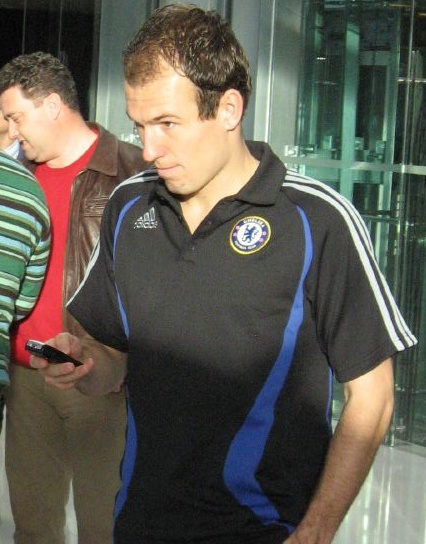
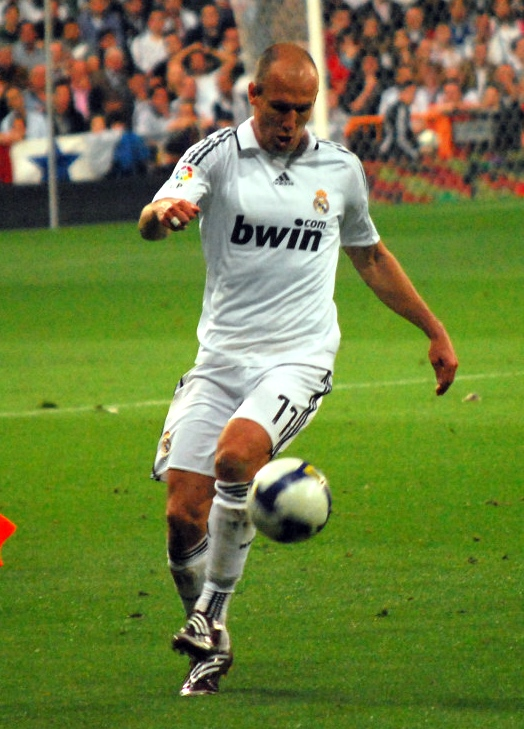
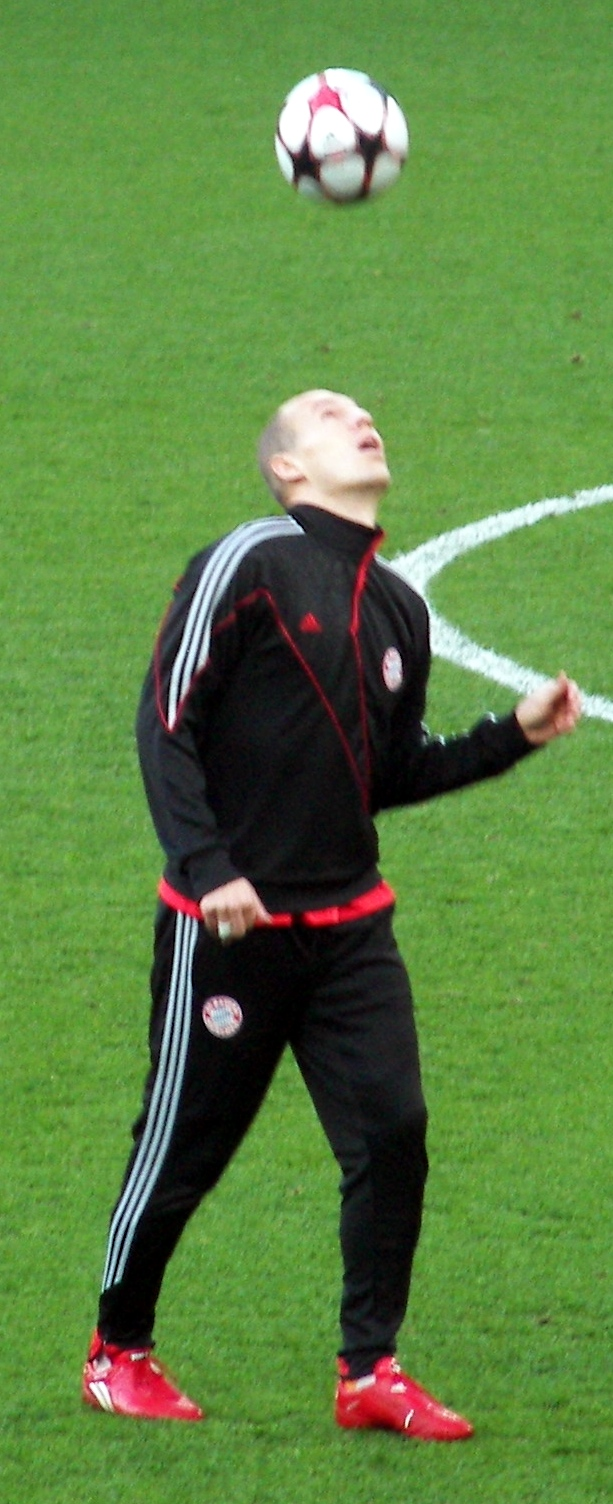
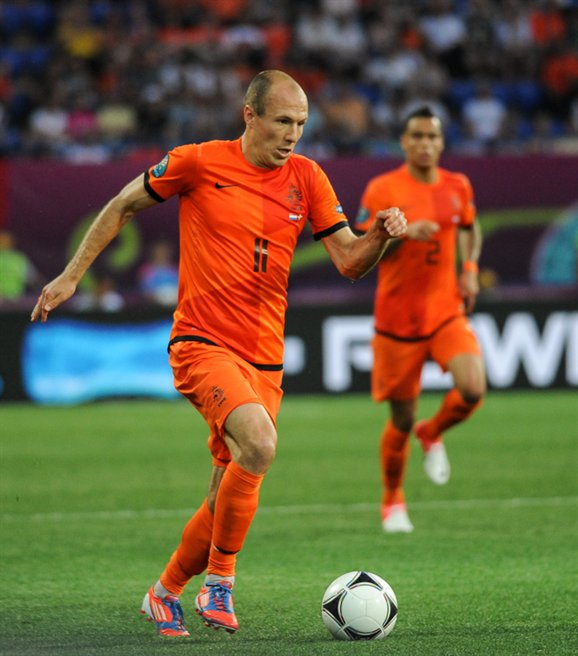
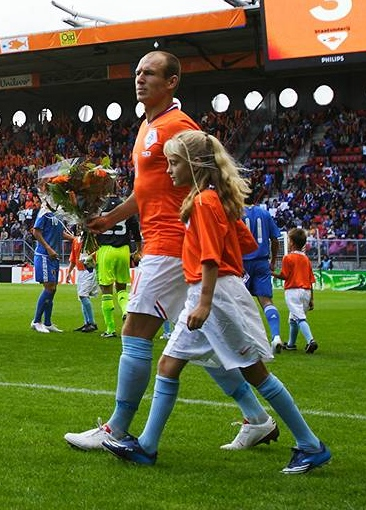
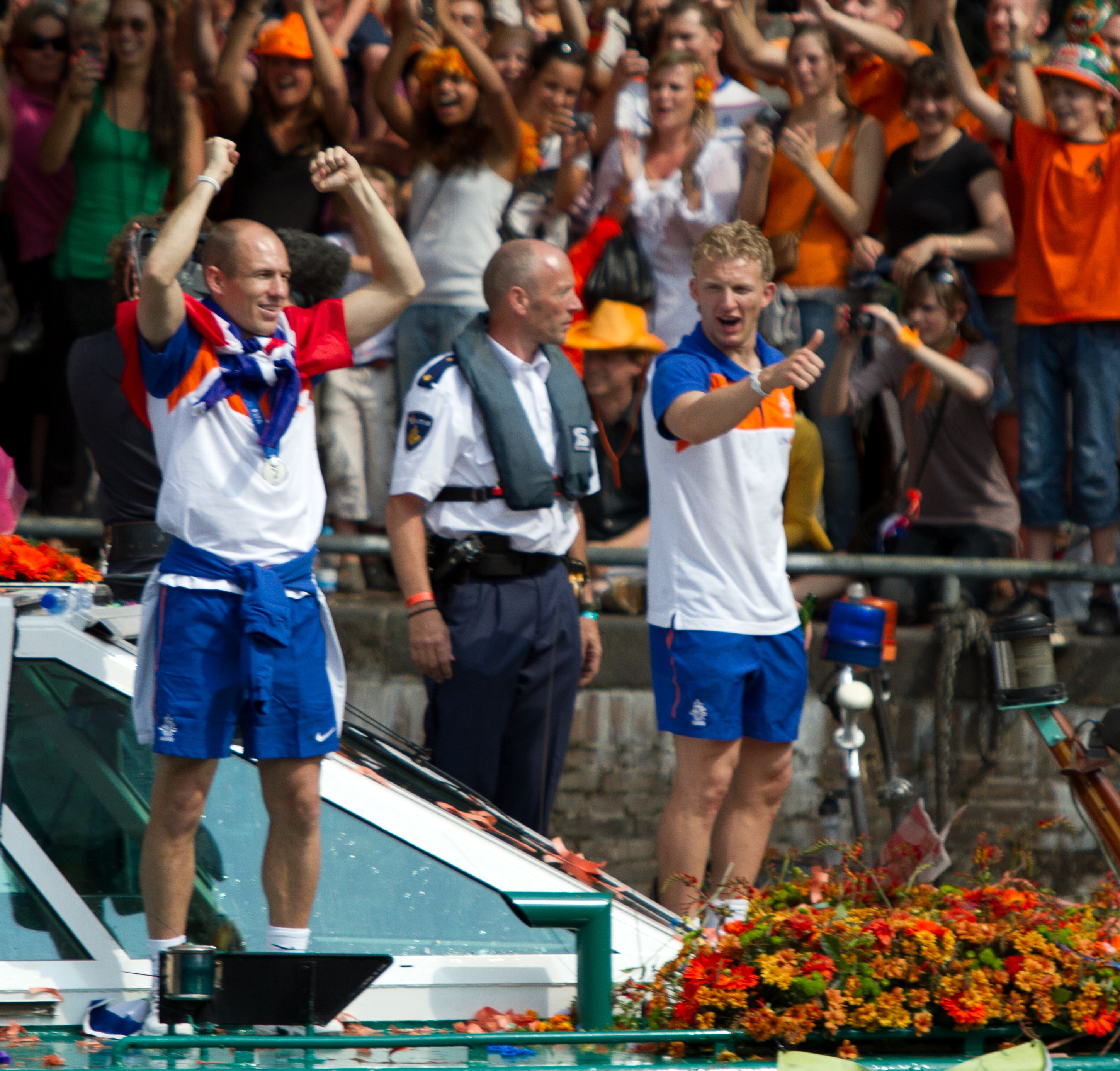